# Portada/efemèride març 3
Laura Bonaparte
« 2 de març · 3 de març · 4 de març »